# Parecheza
Parecheza (gr. παρήχησις parḗkhēsis) – figura retoryczna, fonetyczny środek stylistyczny, odmiana paronomazji, polegający na zestawieniu podobnie brzmiących słów, różniących się jedną głoską, o jedną głoskę lub mających przestawione sylaby.  W stosunku parechezy pozostają na przykład słowa w szeregu bak - bek - bok - buk - byk; bar - bark; tarka - katar. Charakter parechezy mają często rymy:

Pełno nas, a jakoby nikogo nie było:
Jedną maluczką duszą tak wiele ubyło.
(Jan Kochanowski, Tren VIII)
I Bless thee, Lord, because I GROW
Among  thy  trees, which in a ROW
To thee  both  fruit  and order  OW.
What  open  force,  or  hidden  CHARM
Can blast my fruit, or  bring me HARM,
While   the   inclosure  is   thine   ARM.
(George Herbert, Paradise)